# Domart-en-Ponthieu

Domart-en-Ponthieu este o comună în departamentul Somme, Franța. În 1 ianuarie 2022 avea o populație de 1.066 de locuitori.